# Афоніна Марія Єгорівна
Марі́я Єго́рівна Афо́ніна (1914 , Чорнухине, Слов'яносербський повіт, Катеринославська губернія, Російська імперія  — невідомо ) — український державний діяч. Депутат Верховної Ради УРСР першого скликання (1938–1947).

## Біографія
Народилася 1914 року в селі Чорнухине Слов'яносербського повіту Катеринославської губернії Російської імперії, нині смт Чорнухине, Попаснянський район, Луганська область, Україна в багатодітній родині селянина-бідняка. У 1924–1931 роках навчалася в семирічній школі села Чорнухине. У 1930 році вступила до комсомолу. У 1931–1933 роках навчалася у фабрично-заводському училищі Державного механічного заводу в Дебальцевому.
З 1933 року — розмітниця Державного механічного заводу в Дебальцевому.
З 1934 року працювала слюсарем, з 1936 року — оглядачем вагонів, змінним вагонним майстром 5-ї вагонної дільниці станції Дебальцеве Північно-Донецької залізниці. 
1938 року була обрана депутатом Верховної Ради УРСР першого скликання по Орджонікідзевській сільській окрузі № 283 Сталінської області.
Член ВКП(б) з 1940 року.
З 1939 року навчалася в Москві в Транспортній академії імені Сталіна, з 1940 по 1941 рік — у Всесоюзній школі техніків.
У серпні 1941 — вересні 1943 року була відряджена на Ташкентську залізницю, де працювала старшим колесним майстром вагонного депо станції Ташкент. У жовтні 1943 року повернулася до Москви, станом на березень 1945 року працювала в Народному комісаріаті шляхів сполучення СРСР на посаді старшого інженера вагонної служби шляхів Півдня.

## Нагороди
Нагороджена орденом Леніна (23.11.1939), знак «Почесний залізничник» (1938, за стаханівсько-кривоносівську роботу)